# BMKZ Voleybol Klubu
Il BMKZ Voleybol Klubu fu una società pallavolistica femminile azera, con sede a Baku.

## Storia
Il BMKZ Voleybol Kulubu viene fondato nel 1953, come Neftyanik, e prende subito parte al campionato sovietico. Nella stagione 1965-66 ottiene il miglior risultato della sua storia, classificandosi terzo nella Premjer-Liga sovietica. Nel 1971 il club cambia denominazione in Neftči Baku e, al termine della stagione 1971-72, si classifica nuovamente al terzo posto in campionato.
Nel 1980 il club assume il nome di BMKZ e nel 1986 Faig Garaev diventa l'allenatore della squadra. Al termine degli anni ottanta, sotto la guida del nuovo tecnico, il BMKZ torna a ripetere i risultati del passato, classificandosi al terzo posto nella stagione 1989-90 e vincendo la Coppa dell'Unione Sovietica della stagione successiva. Dopo lo scioglimento dell'Unione Sovietica, il club prende parte alle prime quattro edizioni non ufficiali del campionato azero, aggiudicandosele. Riesce così a qualificarsi alle competizioni europee: nel 1993 giunge fino alla finale di Coppa delle Coppe, perdendo contro le tedesche del Christliches Jugenddorf Dynamo Berlin.

## Palmarès
- Coppa dell'Unione Sovietica: 1

1990-91

## Denominazioni precedenti
- 1953-1970: Neftyanik Voleybol Klubu
- 1971-1980: Neftči Voleybol Klubu
- 1980-1985: BMKZ Voleybol Klubu
- 1985-1988: Neftči Voleybol Klubu
- 1988-1992: BMKZ Voleybol Klubu
- 1992-1995: Neftči Voleybol Klubu